# 南杜壁天主堂
南杜壁天主堂是中國山西霍州市陶唐峪鄉南杜壁村的一家天主教教堂。屬天主教洪洞教區，主保為聖保祿宗徒。

## 建築特色
教堂東臨霍山，西迎汾河，由四個院落組成，呈梯形，佔地約10.4畝（近7,000平方米）。教堂在整個院落的西邊，坐落在磚石砌成的台基上（42.6米x18.6米x20米），屬哥特式建築，樓高四層、坐東朝西，呈“凸”字形，由青磚石所砌。。
大堂正面的三道門均為拱門，正門高4米，兩側是對稱的拱形小陪門，正門中楣上鐫刻著「天主堂」三個正楷字，上方為中西結合的圓形磚雕圖案。門前左右兩側蹲立著一對中式小石獅。頂端尖拱豎立著一個鐵質十字架，兩側對稱立有高約4米的尖塔。
教堂尾部兩側是近30米的鐘樓，可由主祭台兩側木梯登上。頂層安裝一面銅鐘，現因被一間高中所佔用而改用鐵鐘。

### 室內
堂內豎立著四排二十六根高約10米的石柱，將6個大拱頂和兩側10個小拱頂高高舉起。石柱底座呈六角形，雕刻著飛禽走獸圖案，柱帽呈四邊形，上面是各種奇花異草的浮雕。教堂牆壁厚度達66厘米，兩側各鑲有五個上拱下方的窗戶。堂內有14幅表現耶穌受難的油彩畫。

### 院落
堂院開有西門和北門，從北門進入則是閣殿，分別交錯在教堂正殿的右側和後側，因年久失修，閣殿已陳舊褪色。往南分別為灶房院和神父院。四個院落都磚牆相隔。
穿過講經殿的天橋，是解放前收養孤兒的場所，被稱為「保赤會」，有窯洞廿二孔。

## 歷史
教堂始於1900年（一說1884年）。當時由英國工程師設計，外籍神父募集資金建造，耗資白銀二萬兩，五年後竣工。當時歸屬潞安教區，1932年後為洪洞教區所轄。
抗日戰爭時期，曾有一支八路軍部隊路過南杜壁村，想駐扎在天主堂內，教堂神父接待了八路軍。日本人得知消息後，對教堂進行了圍攻，用大炮轟擊教堂，為了不使教堂蒙受大的損失，八路軍進行了轉移。至今，教堂牆壁上還留有炮彈殘痕。
1953年，教堂被借出作為第四高級中學校舍。1981年教堂得以歸還並落實了部分房產。
教堂也是馮小剛執導電影《一九四二》的拍攝場地。